# BELLA
Il laser BELLA, da Berkeley Lab Laser Accelerator è un laser costruito dal gruppo Thales ai Lawrence Berkeley National Laboratory dell'Università della California.
Nel luglio 2012, il laser BELLA ha prodotto un impulso di 1 petawatt (1015 W) con una durata di soli 40 femtosecondi (40 x 10-15 s), a una frequenza di 1 Hertz (1 impulso al secondo), stabilendo così il record mondiale di laser più potente.

## Storia
Il design di BELLA viene fuori da anni di studio degli acceleratori al laser plasma (laser plasma accelerators) effettuati al Laser and Optical Accelerator Systems Integrated Studies (LOASIS) di Berkeley.
Il primo fascio di elettroni prodotto da acceleratori al plasma nel 2004 aveva un'energia di 100 MeV,
nel 2006 vennero prodotti fasci con un'energia di 1 GeV, da un zaffiro di soli 3.3 cm. Successivamente venne progettato il laser BELLA, che dovrebbe accelerare gli elettroni fino a 10 GeV. La compattezza di BELLA va rapportata con le enormi dimensioni degli acceleratori attuali: l'acceleratore lineare SLAC produceva fasci di elettroni con un'energia di 50 GeV, utilizzando un complesso di cavità acceleratrici lungo 3 km. L'acceleratore BELLA avrebbe una lunghezza di soltanto 1 m, a cui va aggiunto il sistema laser posizionato in una stanza adiacente.

## Funzionamento e caratteristiche
A differenza degli acceleratori convenzionali che usano campi elettrici alternati per accelerare le particelle cariche come protoni o elettroni, gli acceleratori al plasma generano onde di elettroni che si muovono attraverso il plasma, focalizzando potenti fasci laser su cristalli come lo zaffiro. Il laser genera un potente impulso che ionizza il gas, producendo oscillazioni del plasma di elettroni. Il gas si diseccita emettendo fasci di elettroni ad alta energia, che possono essere usati nella ricerca scientifica o per l'imaging biomedico.
L'impulso prodotto porterà a enormi passi in avanti nello studio delle interazioni tra radiazione e materia, inoltre potrà essere utilizzato per sviluppare acceleratori di particelle compatti per la fisica delle alte energie e laser a elettroni liberi per studiare sistemi biologici.
L'assemblaggio dei sistemi laser permetterebbe in futuro di ottenere laser specifici in grado di accelerare fasci di particelle a 10 GeV in breve tempo. 
Il picco dell'impulso prodotto dal laser BELLA, 1 PW di potenza, sarebbe equivalente al doppio dell'energia consumata da tutti gli Stati Uniti d'America in un istante. La parola chiave è "istante", perché gli impulsi di BELLA durano soltanto 40 fs, mentre la sua potenza media è di circa 40 W, equivalente alla potenza sviluppata da una comune lampadina.
La breve durata dell'impulso genera un valore così alto di potenza sviluppata, poiché tutta l'energia viene compressa in un impulso estremamente breve.

## Record mondiale
Il 20 luglio 2012, BELLA ha prodotto un impulso laser della durata di 40 fs con frequenza di 1 Hz. L'impulso ha compresso 42.2 J ottenendo così una potenza complessiva di 1 PW, stabilendo il record mondiale di impulso più potente:
{\displaystyle {42.2J \over 40fs}={42.2J \over 40*10^{-15}s}\approx 1*10^{15}J/s=1PW}